# Jan Sokolowsky
Jan Sokolowsky (* 12. Mai 1989 in Düsseldorf) ist ein deutscher Reality-TV-Darsteller.

## Leben
Sokolowsky absolvierte zunächst eine Ausbildung zum Medienkaufmann und war nach seinem Zivildienst in Köln tätig. Dazu arbeitete er als Barkeeper in einem Club.
Im Jahre 2010 war er Teilnehmer bei Das perfekte Dinner und im Juli 2016 Kandidat in der Parcours-Show Ninja Warrior Germany; er schied in der Vorrunde aus. Bekanntheit erlangte Sokolowsky schließlich 2017 mit seiner Teilnahme an der Dating-Reality-Show Love Island, die er gemeinsam mit seiner Show-Partnerin Elena Miras gewann. Für den Sieg erhielt das Paar 50.000 Euro und gab drei Tage nach der Ausstrahlung des Finales seine Trennung bekannt. Sokolowsky war 2018 in der Seifenoper Schwestern – Volle Dosis Liebe in der Hauptrolle des Felix Kling und im November 2018 als prominenter Kandidat in der Datingshow Adam sucht Eva – Gestrandet im Paradies zu sehen.
Er lebt in Köln.

## Fernsehauftritte
- 2010: Das perfekte Dinner (Fernsehserie)
- 2016: Ninja Warrior Germany (Show)
- 2017: Love Island (Dating-Show)
- 2018: Schwestern – Volle Dosis Liebe (Fernsehserie)
- 2018: Adam sucht Eva (Dating-Show)
- 2023: Dating Naked (Dating-Show)